# Luisa dei Paesi Bassi
Luisa dei Paesi Bassi (L'Aia, 5 agosto 1828 – Stoccolma, 30 marzo 1871) nata principessa dei Paesi Bassi, fu regina di Svezia e Norvegia a partire dal 1859, come consorte di Carlo XV di Svezia.

## Biografia

### Infanzia

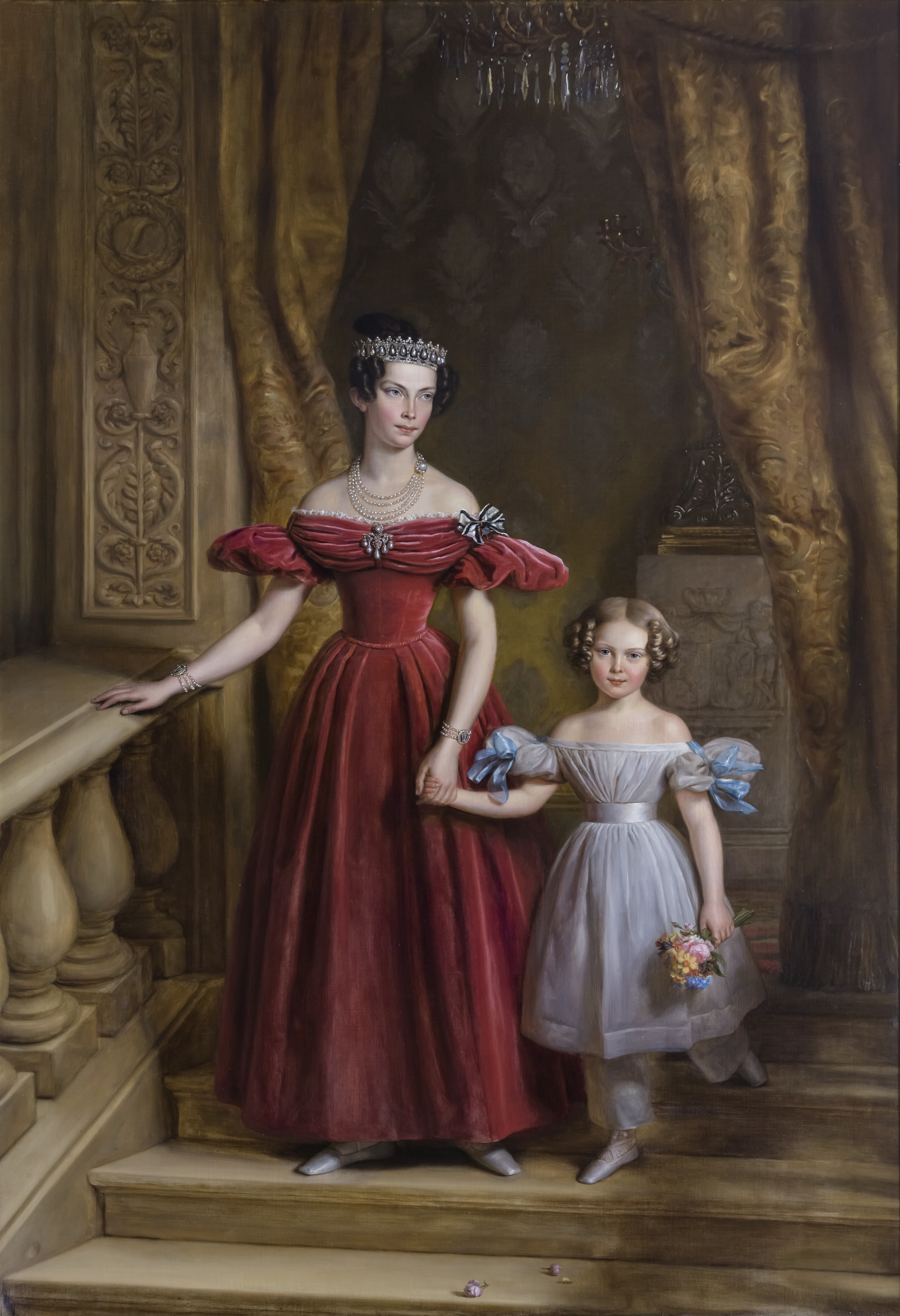
Luisa in tenera età con la madre, Luisa di Prussia

Luisa era figlia del principe Federico dei Paesi Bassi. e di sua moglie, la principessa Luisa di Prussia. I suoi nonni paterni erano il re Guglielmo I dei Paesi Bassi e Guglielmina di Prussia e quelli materni erano il re Federico Guglielmo III di Prussia e Luisa di Meclemburgo-Strelitz.

### Matrimonio

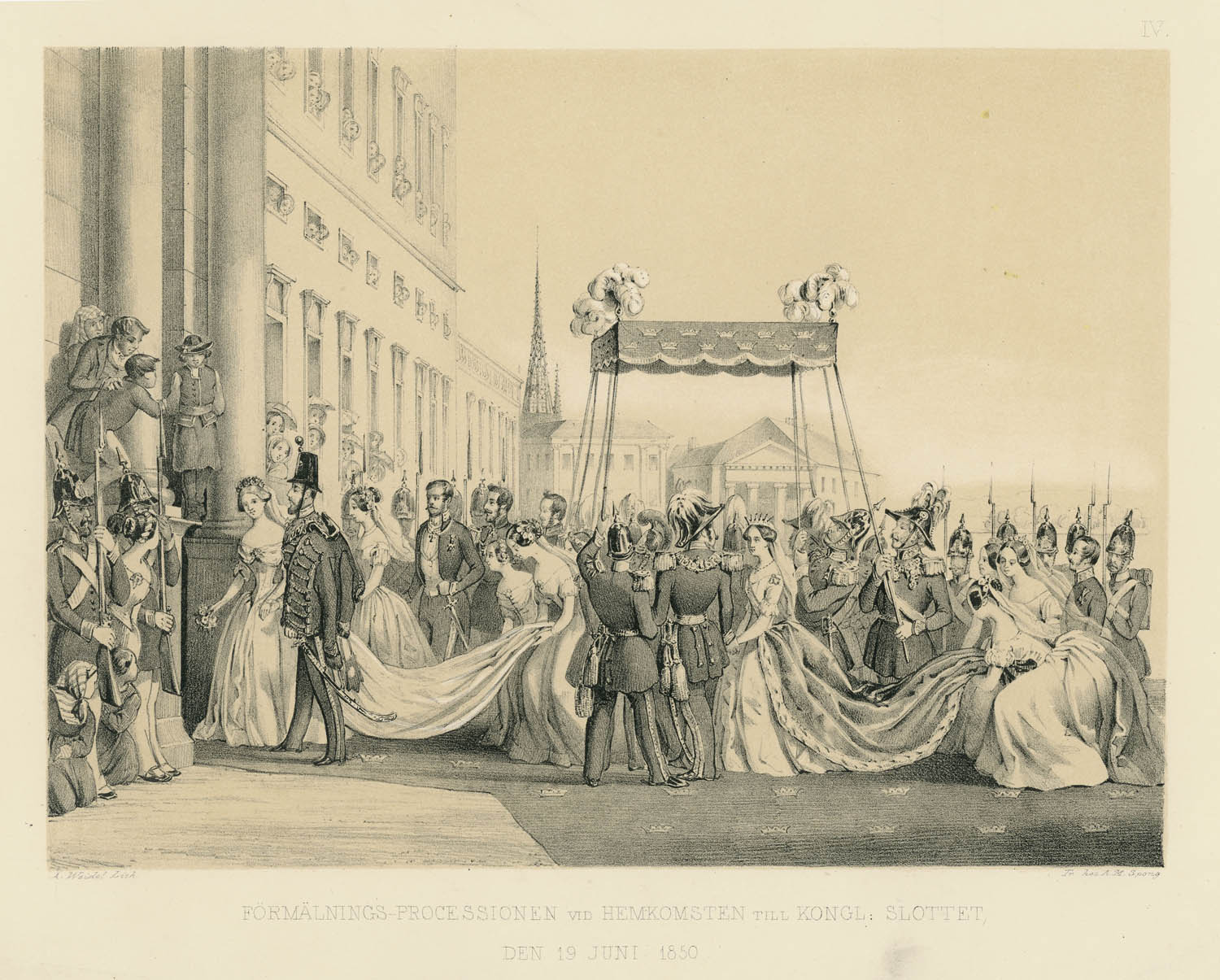
Carlo XV di Svezia e Luisa nel 1850.

Nel 1849 il principe ereditario di Svezia e Norvegia Carlo, futuro re con il nome di Carlo XV, figlio del re Oscar I di Svezia e della regina Giuseppina di Leuchtenberg, intraprese un viaggio nel Regno dei Paesi Bassi. Durante la sua permanenza presso la corte del Regno conobbe la principessa Luisa.
Il matrimonio venne organizzato solo dopo che le trattative per un matrimonio tra Carlo e una principessa prussiana fallirono. Oscar I voleva proteggere l'unione tra la nuova dinastia Bernadotte e le vecchie dinastie reali d'Europa, e una principessa protestante era vista come necessaria per essere la prossima regina del regno protestante di Svezia-Norvegia, dopo due precedenti regine cattoliche. Luisa soddisfò queste credenziali e c'erano anche aspettative per la grande dote prevista dalla ricca dinastia olandese. Il segretario di gabinetto Manderström era stato inviato ad ispezionare presso la corte olandese, e diplomaticamente fece sapere nel suo rapporto che Luisa aveva una formazione eccellente e un buon carattere, ma che non era attraente.

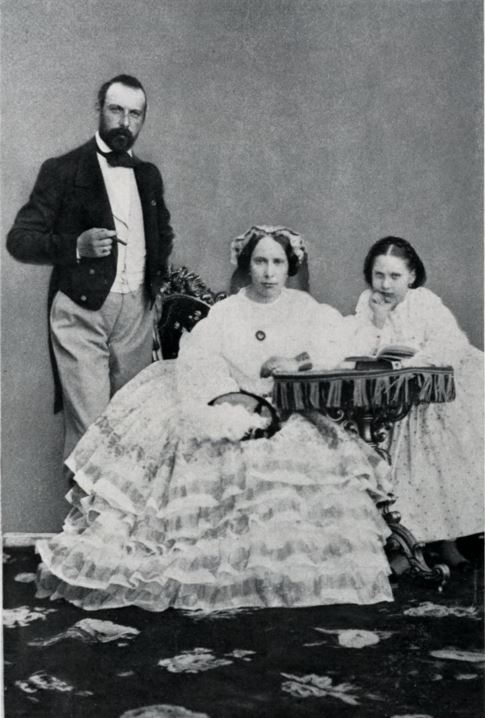
Luisa con il marito Carlo e la figlia Luisa

Il loro fidanzamento ufficiale venne annunciato nel febbraio del 1850. In realtà, però, la sua dote si rivelò essere molto piccola. Durante il fidanzamento, Luisa studiò la lingua svedese e la storia; non imparò mai il norvegese, però. Poiché il governo olandese aveva sostenuto il matrimonio, lei non dovette rinunciare ai suoi diritti al trono olandese. Il matrimonio venne celebrato nella cattedrale di Stoccolma il 19 giugno 1850..
Dopo il matrimonio, il suocero l'accompagnò in un tour attraverso la Svezia per introdurla al paese.

### Principessa ereditaria

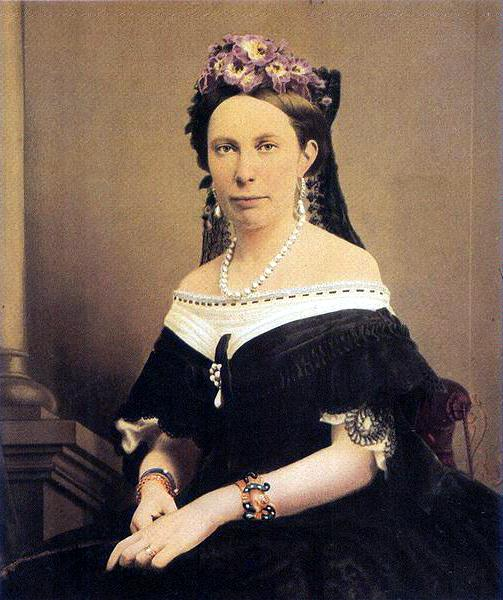
Luisa dei Paesi Bassi

Il rapporto tra Luisa e Carlo era infelice. La coppia aveva diverse personalità: Luisa era introversa, timida e preferiva condurre una vita semplice, e Carlo era estroverso, amante delle feste e della vita sociale. Luisa era innamorata di Carlo, il quale la trovava poco attraente e le era infedele. Dal 1852 fino al 1860, Carlo ebbe una relazione con Josephine Sparre, damigella d'onore di Luisa, che provocò uno scandalo.
A causa di una complicazione collegata all'ultimo parto, Luisa non fu in grado di avere altri figli. Nel 1854, suo figlio morì di polmonite. Siccome la successione femminile, che era stata precedentemente concessa in Svezia, era vietata dalla costituzione del 1809, sua figlia non poteva considerarsi l'erede al trono.

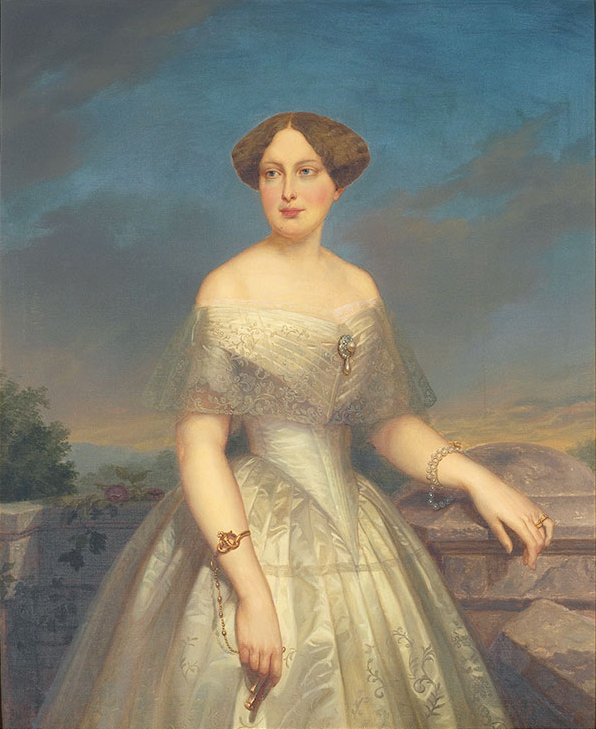
La giovane Principessa ereditaria

Non venne considerata un successo sociale, e la sua natura timida e schiva, non venne apprezzata dalla società a causa della sua posizione ufficiale. Tra il 1857 e il 1859, Carlo fu nominato reggente durante l'incapacità del padre, e lei assunse le funzioni di rappresentanza della suocera.

### Regina

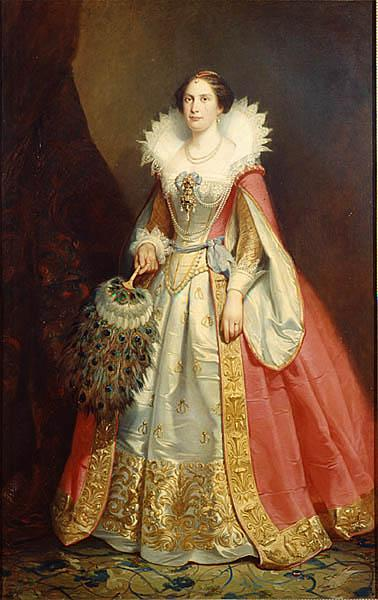
Luisa, regina di Svezia e Norvegia

Luisa divenne regina di Svezia e Norvegia alla morte del suocero, l'8 luglio 1859. Era la prima regina dell'unione di Svezia-Norvegia ad essere incoronata in Svezia e in Norvegia, in quanto la Norvegia aveva rifiutato di incoronare le sue due precedenti perché erano cattoliche. Luisa venne incoronata come regina di Svezia a Stoccolma il 3 maggio 1859 e come regina di Norvegia a Trondheim il 5 agosto 1860. Era la prima regina ad essere incoronata in Norvegia fin dal Medioevo. Fu molto popolare durante la sua visita in Norvegia.
Luisa non esercitò mai alcuna influenza sugli affari di stato né mostrò alcuna ambizione di farlo. Il fatto che lei non si immischiasse nella politica venne visto come un buon modello di ruolo rispetto alle regine del passato.

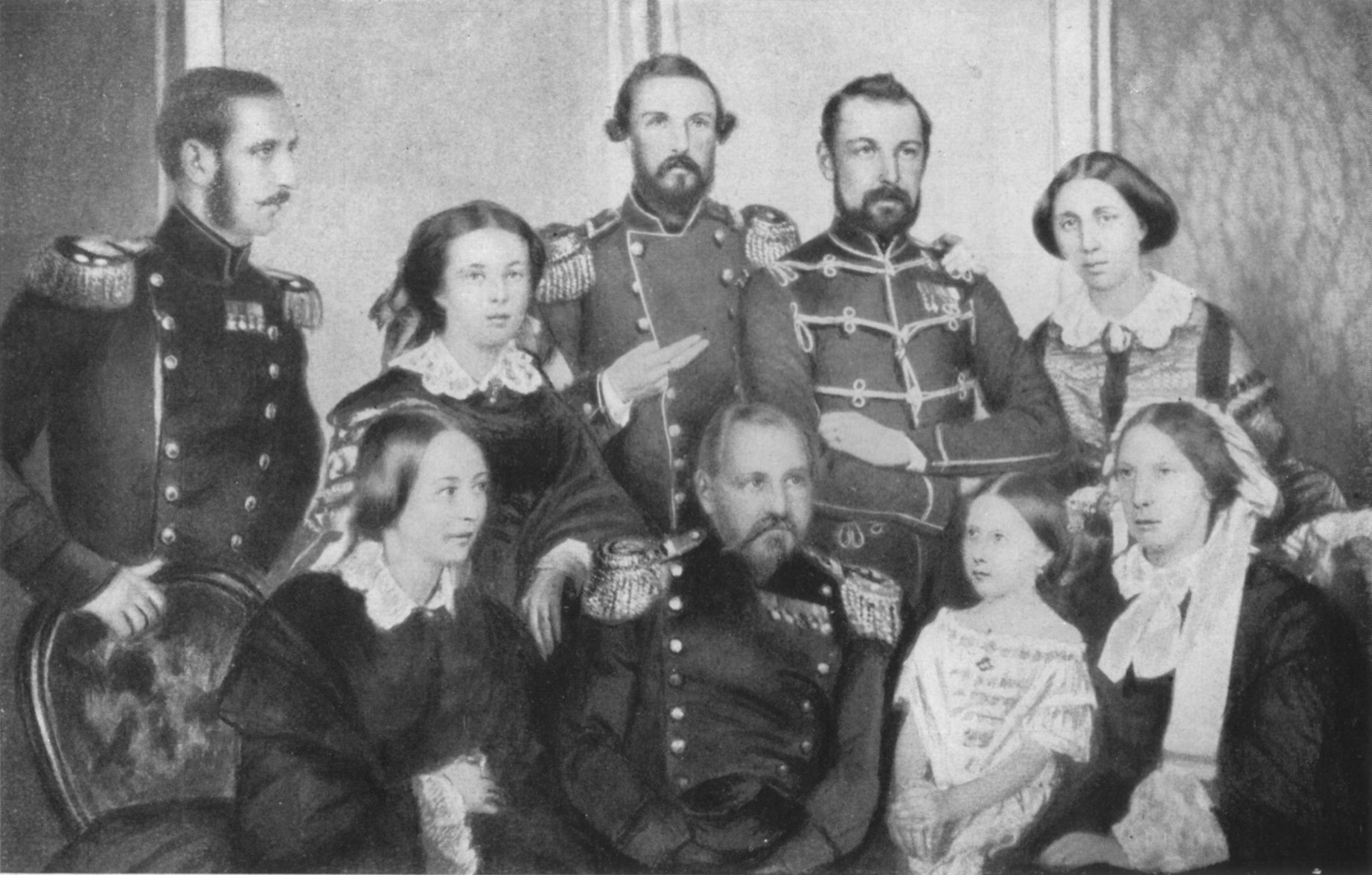
La famiglia reale svedese nel 1857.

Luisa preferì usare la sua posizione regale all'attività filantropica fondando organizzazioni di carità. Era interessata alla musica e alla storia e prese lezioni di pianoforte dal pianista svedese Adolf Fredrik Lindbland. Insieme alla figlia fu una allieva di Nancy Edberg. Nel 1867 assunse la prima dentista femminile della Svezia, Rosalie Fougelberg, come sua dentista ufficiale. Preferiva una vita familiare tranquilla e anonima e preferiva evitare doveri cerimoniali e di rappresentanza ogni volta che poteva, a volte simulando malesseri. A Carlo, però, non piaceva apparire senza di lei in occasioni formali e, occasionalmente, la costringeva a rappresentare.

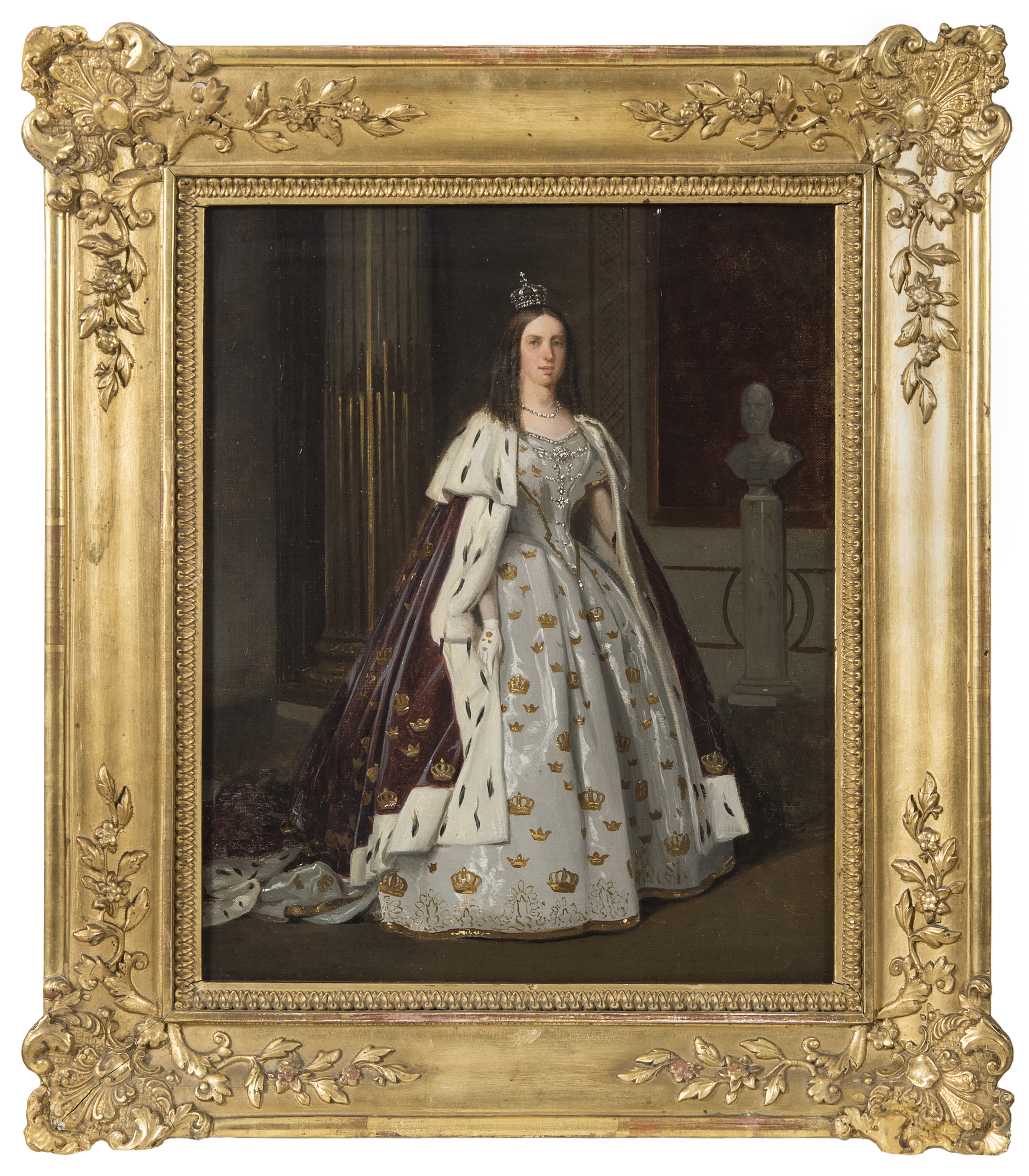
La Regina ritratta da Carl Stefan Bennet

Carlo XV amava le feste e balli in maschera e la sua vita di corte al Castello di Ulriksdals veniva paragonata con la vita a Versailles. Dopo la morte della suocera, Luisa ricoprì un ruolo molto importante a corte. La sua corte era stata presieduta da Wilhelmina Bonde per quasi tutta la sua permanenza in carica come regina. Secondo quanto riferito, Luisa veniva ripetutamente tradita e fece del suo meglio per competere con le sue rivali e sua suocera le consigliò di far sposare le sue damigelle d'onore, quando Carlo era attratto da loro. Carlo ebbe una relazione con Hanna Styrell (1860-1869) e con Wilhelmine Schröder (1869-1872).
Luisa soffriva di cattiva salute. In almeno un'occasione, durante una gita in barca sul Mälaren, ebbe forse un attacco epilettico, che era stato interpretato come una reazione isterica a causa della trascuranza del marito.

### Morte

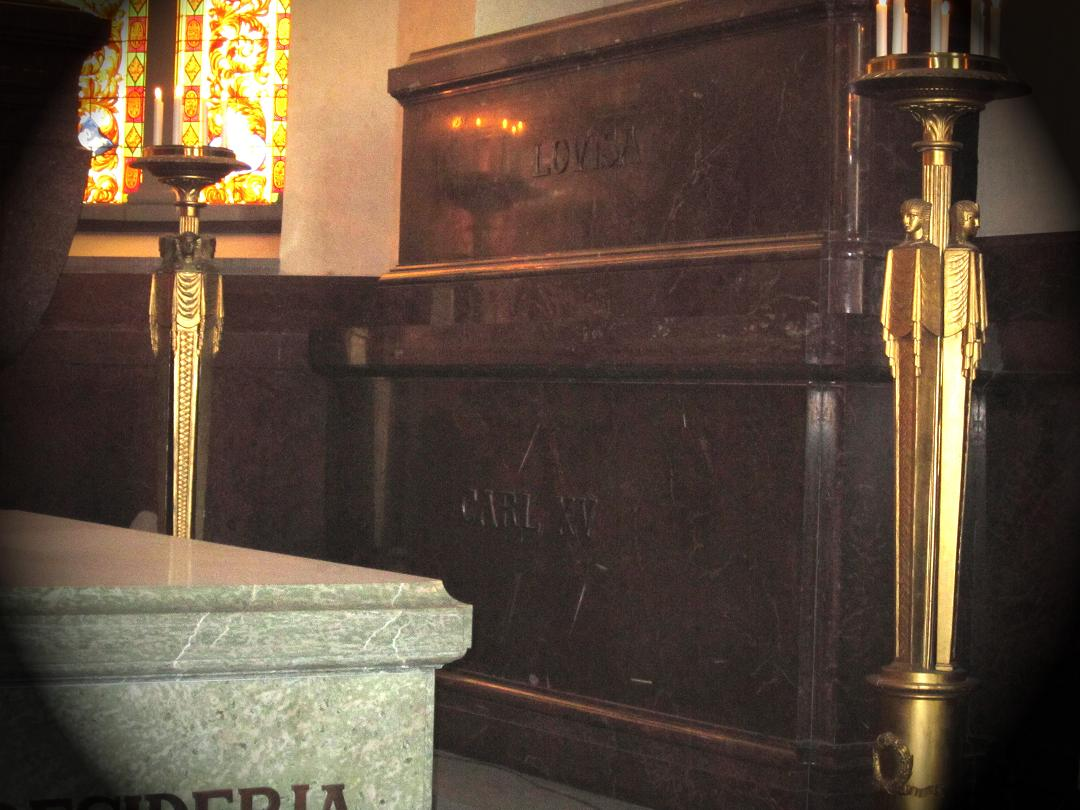
La tomba di Carlo XV di Svezia e di Luisa

Nel 1870, la regina Luisa visitò i Paesi Bassi ed era presente al letto di morte della madre. Durante una passeggiata in carrozza contrasse la polmonite. Morì il 30 marzo 1871 nella capitale svedese.

## Discendenza
Luisa e Carlo XV di Svezia ebbero due figli:
- Luisa (1851-1926), sposò Federico VIII di Danimarca;
- Carlo Oscar, principe di Svezia e duca di Södermanland (1852-1854).

## Ascendenza
|                                   |                                  |                                           | Genitori                                               |  |  | Nonni |  |  | Bisnonni                     |  |  | Trisnonni                     |  |
|                                   |                                  |                                           |                                                        |  |  |       |  |  | Guglielmo V di Orange-Nassau |  |  | Guglielmo IV di Orange-Nassau |  |
|                                   |                                  |                                           |                                                        |  |  |       |  |  | Guglielmo V di Orange-Nassau |  |  | Guglielmo IV di Orange-Nassau |  |
|                                   |                                  | Anna di Hannover                          |                                                        |  |  |       |  |  | Guglielmo V di Orange-Nassau |  |  |                               |  |
| Guglielmo I dei Paesi Bassi       |                                  |                                           |                                                        |  |  |       |  |  | Guglielmo V di Orange-Nassau |  |  |                               |  |
|                                   |                                  | Guglielmina di Prussia                    | Augusto Guglielmo di Prussia                           |  |  |       |  |  |                              |  |  |                               |  |
|                                   |                                  | Guglielmina di Prussia                    | Augusto Guglielmo di Prussia                           |  |  |       |  |  |                              |  |  |                               |  |
|                                   |                                  | Guglielmina di Prussia                    | Luisa Amalia di Brunswick-Wolfenbüttel                 |  |  |       |  |  |                              |  |  |                               |  |
| Federico d'Orange-Nassau          |                                  | Guglielmina di Prussia                    |                                                        |  |  |       |  |  |                              |  |  |                               |  |
|                                   |                                  | Federico Guglielmo II di Prussia          | Augusto Guglielmo di Prussia                           |  |  |       |  |  |                              |  |  |                               |  |
|                                   |                                  | Federico Guglielmo II di Prussia          | Augusto Guglielmo di Prussia                           |  |  |       |  |  |                              |  |  |                               |  |
|                                   |                                  | Federico Guglielmo II di Prussia          | Luisa Amalia di Brunswick-Wolfenbüttel                 |  |  |       |  |  |                              |  |  |                               |  |
| Guglielmina di Prussia            |                                  | Federico Guglielmo II di Prussia          |                                                        |  |  |       |  |  |                              |  |  |                               |  |
|                                   |                                  | Federica Luisa d'Assia-Darmstadt          | Luigi IX d'Assia-Darmstadt                             |  |  |       |  |  |                              |  |  |                               |  |
|                                   |                                  | Federica Luisa d'Assia-Darmstadt          | Luigi IX d'Assia-Darmstadt                             |  |  |       |  |  |                              |  |  |                               |  |
|                                   |                                  | Federica Luisa d'Assia-Darmstadt          | Carolina del Palatinato-Zweibrücken-Birkenfeld         |  |  |       |  |  |                              |  |  |                               |  |
| Luisa dei Paesi Bassi             |                                  | Federica Luisa d'Assia-Darmstadt          |                                                        |  |  |       |  |  |                              |  |  |                               |  |
|                                   | Federico Guglielmo II di Prussia | Augusto Guglielmo di Prussia              |                                                        |  |  |       |  |  |                              |  |  |                               |  |
|                                   | Federico Guglielmo II di Prussia | Augusto Guglielmo di Prussia              |                                                        |  |  |       |  |  |                              |  |  |                               |  |
|                                   | Federico Guglielmo II di Prussia | Luisa Amalia di Brunswick-Wolfenbüttel    |                                                        |  |  |       |  |  |                              |  |  |                               |  |
| Federico Guglielmo III di Prussia | Federico Guglielmo II di Prussia |                                           |                                                        |  |  |       |  |  |                              |  |  |                               |  |
|                                   |                                  | Federica Luisa d'Assia-Darmstadt          | Luigi IX d'Assia-Darmstadt                             |  |  |       |  |  |                              |  |  |                               |  |
|                                   |                                  | Federica Luisa d'Assia-Darmstadt          | Luigi IX d'Assia-Darmstadt                             |  |  |       |  |  |                              |  |  |                               |  |
|                                   |                                  | Federica Luisa d'Assia-Darmstadt          | Carolina del Palatinato-Zweibrücken-Birkenfeld         |  |  |       |  |  |                              |  |  |                               |  |
| Luisa di Prussia                  |                                  | Federica Luisa d'Assia-Darmstadt          |                                                        |  |  |       |  |  |                              |  |  |                               |  |
|                                   |                                  | Carlo II di Meclemburgo-Strelitz          | Carlo Ludovico Federico di Meclemburgo-Strelitz        |  |  |       |  |  |                              |  |  |                               |  |
|                                   |                                  | Carlo II di Meclemburgo-Strelitz          | Carlo Ludovico Federico di Meclemburgo-Strelitz        |  |  |       |  |  |                              |  |  |                               |  |
|                                   |                                  | Carlo II di Meclemburgo-Strelitz          | Elisabetta Albertina di Sassonia-Hildburghausen        |  |  |       |  |  |                              |  |  |                               |  |
| Luisa di Meclemburgo-Strelitz     |                                  | Carlo II di Meclemburgo-Strelitz          |                                                        |  |  |       |  |  |                              |  |  |                               |  |
|                                   |                                  | Federica Carolina Luisa d'Assia-Darmstadt | Giorgio Guglielmo d'Assia-Darmstadt                    |  |  |       |  |  |                              |  |  |                               |  |
|                                   |                                  | Federica Carolina Luisa d'Assia-Darmstadt | Giorgio Guglielmo d'Assia-Darmstadt                    |  |  |       |  |  |                              |  |  |                               |  |
|                                   |                                  | Federica Carolina Luisa d'Assia-Darmstadt | Maria Luisa Albertina di Leiningen-Dagsburg-Falkenburg |  |  |       |  |  |                              |  |  |                               |  |
|                                   |                                  | Federica Carolina Luisa d'Assia-Darmstadt |                                                        |  |  |       |  |  |                              |  |  |                               |  |